# 特拉瓦德洛
特拉瓦德洛，是西班牙卡斯蒂利亚-莱昂莱昂省的一个市镇。 总面积65平方公里，2001年普查人口總數為532人，人口密度為每平方公里8人。